# Coppa di Svizzera 2021-2022 (pallavolo femminile)
La Coppa di Svizzera 2021-2022 si è svolta dal 2 settembre 2021 al 26 marzo 2022: al torneo hanno partecipato 127 squadre di club svizzere e la vittoria finale è andata per la quattordicesima volta al Volero Zurigo.

## Regolamento
- Alla competizioni sono state ammesse tutte le squadre impegnate nei campionati di livello nazionale, ossia la Lega Nazionale A, Lega Nazionale B e 1. Lega, oltre che quelle impegnate nei campionati di livello regionale, ossia la 2. Lega,la 3. Lega e la 4. Lega.
- Tutti gli incontri si svolgono in gara unica, sempre in casa della formazione di categoria più bassa, ad eccezione della finale, giocata in campo neutro; nel caso in cui due formazioni provenissero dalla stessa categoria, si gioca in casa di quella col peggior piazzamento nella stagione precedente.
- Le squadre di livello provinciale scendono in campo fin dal primo turno, quelle provenienti dalla 1. Lega debuttano al secondo turno, quelle provenienti dalla Lega Nazionale B al quinto turno e quelle provenienti dalla Lega Nazionale A agli ottavi di finale.

## Squadre partecipanti
| - Aadorf - Aarau - Allschwil - Andwil-Arnegg - Appenzeller Bären - Arbon - Arosa - Audax - Belfaux - Bubendorf - Burgdorf - Bütschwil - Chênois - Cheseaux - Düdingen - Ebikon - Eburo - Einsiedeln - Embrach - Emmen-Nord - Entre-deux-Lacs - Epalinges - Fortuna Bürglen - Franches-Montagnes - G&B - Gelterkinden - Genève - Gibloux - Glaronia - Goldach - Grenchen - Grosshöchstetten | - Hallau - Herisau - Hochdorf Audacia - Horw - Hüttwilen - Interlaken - Jona - KJS Schaffhausen - Kanti - Kanti Baden - Köniz - Konolfingen - Kreuzlingen - Küssnacht - La Côte - La Suze - Lägern Wettingen - Langenthal - Langnau - Laufen - Le Locle - Linth - Lucerna - Lugano - Lunkhofen - Lutry-Lavaux - March - Mauren-Eschen - Mellingen - Münchenbuchsee - Münsingen - Murten | - Mutschellen - Muttenz - Näfels - Neuchâtel - Neuenkirch - Nidau - Novartis - OTA - Oberdiessbach - Oerlikon - Olten - Plan-les-Ouates - Raiffeisen - Rämi Zurigo - Rechthalten - Regio - Rehetobel - Riehen - Rothrist - Rüschlikon - STB - Sainte-Croix - San Gallo - Satus Köniz - Schaffhausen - Schmitten - Schönenwerd - Seetal - Servette - Seuzach - Sierre - Sm'Aesch Pfeffingen | - Smash Winterthur - Solothurn - Spada Academica - Spiez - Steinen - Sursee - Thun - Toggenburg - Tornado Adliswil - Uettligen - Uni Berna - Uster - Uzwil - VTZ Luzern-Innerschweiz - Val-de-Travers - Viamala Thusis - Visp - Vivax Winterthur - Volero Zurigo - Voléro Zurigo - Volewa Wald - Volleya Obwalden - Wädivolley - Welschenrohr - Wetzikon - Wil - Wittenbach - Würenlingen - Wyna - Zug - Züri Unterland |

## Torneo

### Tabellone (fase finale)
|  | Ottavi di finale    | Ottavi di finale |  |  | Quarti di finale    | Quarti di finale |  |               | Semifinali         | Semifinali |  |               | Finale   | Finale |
|  |                     |                  |  |  |                     |                  |  |               |                    |            |  |               |          |        |
|  | Volero Zurigo       | 3                |  |  |                     |                  |  |               |                    |            |  |               |          |        |
|  | Volero Zurigo       | 3                |  |  |                     |                  |  |               |                    |            |  |               |          |        |
|  | Toggenburg          | 1                |  |  | Volero Zurigo       | 3                |  |               |                    |            |  |               |          |        |
|  | Toggenburg          | 1                |  |  | Volero Zurigo       | 3                |  |               |                    |            |  |               |          |        |
|  | Aadorf              | 0                |  |  | Cheseaux            | 1                |  |               |                    |            |  |               |          |        |
|  | Aadorf              | 0                |  |  | Cheseaux            | 1                |  |               |                    |            |  |               |          |        |
|  | Cheseaux            | 3                |  |  |                     |                  |  | Volero Zurigo | 3                  |            |  |               |          |        |
|  | Cheseaux            | 3                |  |  |                     |                  |  | Volero Zurigo | 3                  |            |  |               |          |        |
|  | Lucerna             | 0                |  |  |                     |                  |  |               | Franches-Montagnes | 0          |  |               |          |        |
|  | Lucerna             | 0                |  |  |                     |                  |  |               | Franches-Montagnes | 0          |  |               |          |        |
|  | Franches-Montagnes  | 3                |  |  | Franches-Montagnes  | 3                |  |               |                    |            |  |               |          |        |
|  | Franches-Montagnes  | 3                |  |  |                     | 3                |  |               |                    |            |  |               |          |        |
|  | Kanti               | 3                |  |  | Kanti               | 2                |  |               |                    |            |  |               |          |        |
|  | Kanti               | 3                |  |  |                     |                  |  |               |                    |            |  |               |          |        |
|  | Lugano              | 0                |  |  |                     |                  |  |               |                    |            |  | Volero Zurigo | 3        |        |
|  | Lugano              | 0                |  |  |                     |                  |  |               |                    |            |  | Volero Zurigo | 3        |        |
|  | Düdingen            | 3                |  |  |                     |                  |  |               |                    |            |  |               | Düdingen | 2      |
|  | Düdingen            | 3                |  |  |                     |                  |  |               |                    |            |  |               | Düdingen | 2      |
|  | Val-de-Travers      | 0                |  |  | Düdingen            | 3                |  |               |                    |            |  |               |          |        |
|  | Val-de-Travers      | 0                |  |  |                     |                  |  |               |                    |            |  |               |          |        |
|  | Züri Unterland      | 0                |  |  | Sm'Aesch Pfeffingen | 2                |  |               |                    |            |  |               |          |        |
|  | Züri Unterland      | 0                |  |  |                     | 2                |  |               |                    |            |  |               |          |        |
|  | Sm'Aesch Pfeffingen | 3                |  |  |                     |                  |  | Düdingen      | 3                  |            |  |               |          |        |
|  | Sm'Aesch Pfeffingen | 3                |  |  |                     |                  |  | Düdingen      | 3                  |            |  |               |          |        |
|  | Glaronia            | 3                |  |  |                     |                  |  |               | Neuchâtel          | 1          |  |               |          |        |
|  | Glaronia            | 3                |  |  |                     |                  |  |               | Neuchâtel          | 1          |  |               |          |        |
|  | Volleya Obwalden    | 0                |  |  | Glaronia            | 0                |  |               |                    |            |  |               |          |        |
|  | Volleya Obwalden    | 0                |  |  | Glaronia            | 0                |  |               |                    |            |  |               |          |        |
|  | Genève              | 0                |  |  | Neuchâtel           | 3                |  |               |                    |            |  |               |          |        |
|  | Genève              | 0                |  |  | Neuchâtel           | 3                |  |               |                    |            |  |               |          |        |
|  | Neuchâtel           | 3                |  |  |                     |                  |  |               |                    |            |  |               |          |        |
|  | Neuchâtel           | 3                |  |  |                     |                  |  |               |                    |            |  |               |          |        |

### Risultati

#### Primo turno
| 2 settembre 2021 Gersaghalle, Emmenbrücke Durata: ? - Spettatori: ?                       | Emmen-Nord       | 3 - 0 | Rothrist          | 25-6, 25-7, 25-20                 |
| 6 settembre 2021 Alpenweg, Grosshöchstetten Durata: ? - Spettatori: ?                     | Grosshöchstetten | 2 - 3 | Satus Köniz       | 25-18, 23-25, 19-25, 25-19, 11-15 |
| 6 settembre 2021 Collège de la Place d'Armes, Yverdon-les-Bains Durata: ? - Spettatori: ? | Eburo            | 0 - 3 | Le Locle          | 5-25, 6-25, 4-25                  |
| 11 settembre 2021 Compogna, Thusis Durata: ? - Spettatori: ?                              | Viamala Thusis   | 1 - 3 | Rehetobel         | 25-20, 15-25, 20-25, 19-25        |
| 14 settembre 2021 Waisenhaus, Herisau Durata: ? - Spettatori: ?                           | Herisau          | 0 - 3 | Mauren-Eschen     | 0-25, 0-25, 0-25                  |
| 14 settembre 2021 Zehntenhof, Wettingen Durata: ? - Spettatori: ?                         | Lägern Wettingen | 0 - 3 | Lunkhofen         | 11-25, 14-25, 21-25               |
| 14 settembre 2021 Weissenstein 1, Würenlingen Durata: ? - Spettatori: ?                   | Würenlingen      | 3 - 1 | Fortuna Bürglen   | 25-20, 25-20, 16-25, 25-23        |
| 15 settembre 2021 Collège des Tuillières, Gland Durata: ? - Spettatori: ?                 | La Côte          | 0 - 3 | Lutry-Lavaux      | 7-25, 13-25, 12-25                |
| 17 settembre 2021 Lindenallee, Interlaken Durata: ? - Spettatori: ?                       | Interlaken       | 3 - 0 | Langenthal        | 25-0, 25-0, 25-0                  |
| 19 settembre 2021 Dreifachturnhalle, Seon Durata: ? - Spettatori: ?                       | Seetal           | 3 - 0 | Allschwil         | 25-13, 25-13, 25-13               |
| 20 settembre 2021 MZH Gondiswil, Gondiswil Durata: ? - Spettatori: ?                      | Regio            | 0 - 3 | Thun              | 16-25, 19-25, 10-25               |
| 20 settembre 2021 Ebnet, Küssnacht Durata: ? - Spettatori: ?                              | Küssnacht        | 0 - 3 | Bubendorf         | 13-25, 20-25, 17-25               |
| 20 settembre 2021 MZH Dünnenhof, Welschenrohr Durata: ? - Spettatori: ?                   | Welschenrohr     | 0 - 3 | Spiez             | 13-25, 20-25, 10-25               |
| 21 settembre 2021 Seemättli, Muttenz Durata: ? - Spettatori: ?                            | Novartis         | 0 - 3 | Wyna              | 8-25, 19-25, 16-25                |
| 22 settembre 2021 Kantonsschule Zürich Nord, Zurigo Durata: ? - Spettatori: ?             | Oerlikon         | 0 - 3 | Einsiedeln        | 25-27, 16-25, 23-25               |
| 22 settembre 2021 Sand, Schmerikon Durata: ? - Spettatori: ?                              | Linth            | 0 - 3 | Züri Unterland    | 9-25, 18-25, 7-25                 |
| 23 settembre 2021 Neue Kanti Halle, Sciaffusa Durata: ? - Spettatori: ?                   | KJS Schaffhausen | 0 - 3 | Hallau            | 11-25, 16-25, 21-25               |
| 23 settembre 2021 Sporthalle Elba, Wald Durata: ? - Spettatori: ?                         | Volewa Wald      | 0 - 3 | Uster             | 0-25, 0-25, 0-25                  |
| 23 settembre 2021 Halle des sports, Belfaux Durata: ? - Spettatori: ?                     | Belfaux          | 0 - 3 | Schmitten         | 23-25, 11-25, 13-25               |
| 23 settembre 2021 Lindenfeld, Burgdorf Durata: ? - Spettatori: ?                          | Burgdorf         | 1 - 3 | Rechthalten       | 25-20, 19-25, 24-26, 24-26        |
| 23 settembre 2021 Breite, Bütschwil Durata: ? - Spettatori: ?                             | Bütschwil        | 0 - 3 | Goldach           | 5-25, 9-25, 11-25                 |
| 24 settembre 2021 Sporthalle Baldegg, Hochdorf Durata: ? - Spettatori: ?                  | Hochdorf Audacia | 0 - 3 | Sursee            | 15-25, 17-25, 18-25               |
| 25 settembre 2021 Sportanlage Rennweg, Winterthur Durata: ? - Spettatori: ?               | Vivax Winterthur | 0 - 3 | Arosa             | 18-25, 14-25, 23-25               |
| 26 settembre 2021 C2T, Le Landeron Durata: ? - Spettatori: ?                              | Entre-deux-Lacs  | 3 - 2 | Sainte-Croix      | 17-25, 26-24, 25-16, 8-25, 15-9   |
| 27 settembre 2021 Bergli, Arbon Durata: ? - Spettatori: ?                                 | Arbon            | 0 - 3 | Kreuzlingen       | 4-25, 0-25, 0-25                  |
| 28 settembre 2021 Säli 2, Olten Durata: ? - Spettatori: ?                                 | Olten            | 0 - 3 | Muttenz           | 13-25, 20-25, 20-25               |
| 28 settembre 2021 Sek1 March Siebnen, Siebnen Durata: ? - Spettatori: ?                   | March            | 0 - 3 | Rämi Zurigo       | 8-25, 16-25, 13-25                |
| 29 settembre 2021 Kantonsschule Rämibühl, Zurigo Durata: ? - Spettatori: ?                | Wetzikon         | 0 - 3 | Voléro Zurigo     | 14-25, 13-25, 15-25               |
| 29 settembre 2021 Tellenfeld, Amriswil Durata: ? - Spettatori: ?                          | Audax            | 0 - 3 | Tornado Adliswil  | 13-25, 19-25, 17-25               |
| 29 settembre 2021 BZZ Horgen, Horgen Durata: ? - Spettatori: ?                            | OTA              | 0 - 3 | Wil               | 16-25, 21-25, 13-25               |
| 29 settembre 2021 Rüsler, Niederrohrdorf Durata: ? - Spettatori: ?                        | Mellingen        | 0 - 3 | Ebikon            | 14-25, 16-25, 22-25               |
| 29 settembre 2021 Gemeindeturnhalle, Steinen Durata: ? - Spettatori: ?                    | Steinen          | 1 - 3 | Gelterkinden      | 20-25, 24-26, 25-12, 19-25        |
| 29 settembre 2021 Kantihalle, Zugo Durata: ? - Spettatori: ?                              | Zug              | 0 - 3 | Mutschellen       | 16-25, 24-26, 10-25               |
| 29 settembre 2021 Sempach-Station, Sempach Durata: ? - Spettatori: ?                      | Neuenkirch       | 3 - 0 | Laufen            | 25-21, 25-22, 25-18               |
| 30 settembre 2021 Sporthalle BBZ Mühlental, Sciaffusa Durata: ? - Spettatori: ?           | Schaffhausen     | 3 - 2 | Uzwil             | 23-25, 25-23, 23-25, 25-22, 15-12 |
| 30 settembre 2021 Primarschulhaus Ebnet, Embrach Durata: ? - Spettatori: ?                | Embrach          | 0 - 3 | Hüttwilen         | 15-25, 22-25, 11-25               |
| 30 settembre 2021 Berufsschule, Ziegelbrücke Durata: ? - Spettatori: ?                    | Näfels           | 0 - 3 | Appenzeller Bären | 23-25, 17-25, 11-25               |
| 1º ottobre 2021 OS Goubing, Sierre Durata: ? - Spettatori: ?                              | Sierre           | 0 - 3 | Plan-les-Ouates   | 11-25, 18-25, 24-26               |
| 3 ottobre 2021 Oberfeld, Langnau im Emmental Durata: ? - Spettatori: ?                    | Langnau          | 3 - 2 | STB               | 15-25, 25-17, 16-25, 30-28, 15-11 |

#### Secondo turno
| 26 settembre 2021 ?, ? Durata: ? - Spettatori: ?                                        | Schönenwerd      | 3 - 1 | VTZ Luzern-Innerschweiz | ?                                 |
| 30 settembre 2021 Kantonale Maturitätsschule Riesbach, Zurigo Durata: ? - Spettatori: ? | Spada Academica  | 3 - 1 | Smash Winterthur        | 25-11, 20-25, 25-19, 25-14        |
| 1º ottobre 2021 Turnhalle Hermesbühl OG, Soletta Durata: ? - Spettatori: ?              | Solothurn        | 0 - 3 | Münsingen               | 20-25, 16-25, 20-25               |
| 3 ottobre 2021 Turnhalle Prehl, Morat Durata: ? - Spettatori: ?                         | Murten           | 3 - 0 | Uettligen               | 25-21, 25-18, 25-21               |
| 4 ottobre 2021 Sporthalle Rietacker, Seuzach Durata: ? - Spettatori: ?                  | Seuzach          | 0 - 3 | Arosa                   | 12-25, 21-25, 13-25               |
| 5 ottobre 2021 OZ Grünau, Wittenbach Durata: ? - Spettatori: ?                          | Wittenbach       | 0 - 3 | Goldach                 | 19-25, 10-25, 11-25               |
| 5 ottobre 2021 BZI, Interlaken Durata: ? - Spettatori: ?                                | Interlaken       | 0 - 3 | Spiez                   | 10-25, 16-25, 13-25               |
| 6 ottobre 2021 Burgweg, Hüttwilen Durata: ? - Spettatori: ?                             | Hüttwilen        | 0 - 3 | Appenzeller Bären       | 21-25, 15-25, 23-25               |
| 7 ottobre 2021 Gersaghalle, Emmenbrücke Durata: ? - Spettatori: ?                       | Emmen-Nord       | 0 - 3 | Seetal                  | 9-25, 12-25, 13-25                |
| 9 ottobre 2021 Turnhalle, Oberlunkhofen Durata: ? - Spettatori: ?                       | Lunkhofen        | 2 - 3 | Neuenkirch              | 23-25, 18-25, 26-24, 25-21, 12-15 |
| 10 ottobre 2021 Salle de Sport de Corsy, Lutry Durata: ? - Spettatori: ?                | Lutry-Lavaux     | 0 - 3 | La Suze                 | 18-25, 23-25, 16-25               |
| 10 ottobre 2021 Turnhalle, Rechthalten Durata: ? - Spettatori: ?                        | Rechthalten      | 3 - 0 | Langnau                 | ?                                 |
| 11 ottobre 2021 Turnhalle Sönderli, Oberegg Durata: ? - Spettatori: ?                   | Rehetobel        | 0 - 3 | Kreuzlingen             | 7-25, 19-25, 14-25                |
| 11 ottobre 2021 MZH Bubendorf, Bubendorf Durata: ? - Spettatori: ?                      | Bubendorf        | 0 - 3 | Mutschellen             | 16-25, 24-26, 12-25               |
| 12 ottobre 2021 Stockhorn, Konolfingen Durata: ? - Spettatori: ?                        | Konolfingen      | 0 - 3 | Schmitten               | 20-25, 22-25, 17-25               |
| 12 ottobre 2021 Sporthalle Hofmatt, Gelterkinden Durata: ? - Spettatori: ?              | Gelterkinden     | 0 - 3 | Riehen                  | 8-25, 15-25, 20-25                |
| 12 ottobre 2021 Weissenstein 1, Würenlingen Durata: ? - Spettatori: ?                   | Würenlingen      | 3 - 1 | Wyna                    | 25-19, 23-25, 25-10, 25-14        |
| 14 ottobre 2021 Sporthalle BBZ Mühlental, Sciaffusa Durata: ? - Spettatori: ?           | Schaffhausen     | 0 - 3 | Andwil-Arnegg           | 10-25, 15-25, 13-25               |
| 14 ottobre 2021 Doppelturnhalle Feld, Kloten Durata: ? - Spettatori: ?                  | Züri Unterland   | 3 - 0 | Uster                   | 25-13, 25-16, 25-13               |
| 14 ottobre 2021 Steinacher, Wädenswil Durata: ? - Spettatori: ?                         | Wädivolley       | 0 - 3 | Rüschlikon              | 15-25, 17-25, 9-25                |
| 14 ottobre 2021 Kriegacker, Muttenz Durata: ? - Spettatori: ?                           | Muttenz          | 0 - 3 | Sursee                  | 6-25, 7-25, 11-25                 |
| 14 ottobre 2021 Hofern, Adliswil Durata: ? - Spettatori: ?                              | Tornado Adliswil | 0 - 3 | San Gallo               | 14-25, 22-25, 23-25               |
| 15 ottobre 2021 Sporthalle Im Birch, Zurigo Durata: ? - Spettatori: ?                   | Voléro Zurigo    | 3 - 0 | Jona                    | 25-20, 25-16, 25-21               |
| 15 ottobre 2021 Mattschulhaus, Wil Durata: ? - Spettatori: ?                            | Wil              | 3 - 0 | Einsiedeln              | 25-17, 26-24, 25-18               |
| 17 ottobre 2021 MZG Oberhallau, Oberhallau Durata: ? - Spettatori: ?                    | Hallau           | 1 - 3 | Mauren-Eschen           | 25-20, 21-25, 14-25, 16-25        |
| 17 ottobre 2021 DH Zentrum, Grenchen Durata: ? - Spettatori: ?                          | Grenchen         | 3 - 0 | Gibloux                 | 25-22, 25-19, 25-16               |
| 17 ottobre 2021 Salle de l'Ecole professionnelle, Martigny Durata: ? - Spettatori: ?    | Raiffeisen       | 3 - 2 | Nidau                   | 25-16, 21-25, 25-16, 16-25, 15-12 |
| 17 ottobre 2021 Sporthalle Schadau, Thun Durata: ? - Spettatori: ?                      | Thun             | 3 - 0 | Satus Köniz             | 25-18, 25-23, 25-13               |
| 17 ottobre 2021 Halle polyvalente du communal, Le Locle Durata: ? - Spettatori: ?       | Le Locle         | 3 - 0 | Chênois                 | 25-17, 25-14, 25-21               |
| 17 ottobre 2021 Turnhalle Feldmatt, Ebikon Durata: ? - Spettatori: ?                    | Ebikon           | 3 - 1 | Horw                    | 25-9, 27-25, 24-26, 25-17         |
| 17 ottobre 2021 Sporthalle ZSSW, Berna Durata: ? - Spettatori: ?                        | Uni Berna        | 3 - 1 | Oberdiessbach           | 23-25, 25-20, 25-11, 25-19        |
| 17 ottobre 2021 C2T, Le Landeron Durata: ? - Spettatori: ?                              | Entre-deux-Lacs  | 0 - 3 | Epalinges               | 11-25, 19-25, 14-25               |

#### Terzo turno
| 23 ottobre 2021 Turnhalle Remisberg, Kreuzlingen Durata: ? - Spettatori: ?     | Kreuzlingen   | 3 - 1 | Sursee            | 25-21, 18-25, 25-19, 25-23        |
| 24 ottobre 2021 Spiezwiler, Spiez Durata: ? - Spettatori: ?                    | Spiez         | 1 - 3 | Servette          | 15-25, 13-25, 26-24, 21-25        |
| 25 ottobre 2021 Alte Kreuzbleiche, San Gallo Durata: ? - Spettatori: ?         | San Gallo     | 3 - 1 | Schönenwerd       | 18-25, 25-17, 25-15, 25-23        |
| 26 ottobre 2021 Turnhalle, Rechthalten Durata: ? - Spettatori: ?               | Rechthalten   | 0 - 3 | Münsingen         | 12-25, 8-25, 7-25                 |
| 26 ottobre 2021 Schulzentrum Unterland, Eschen Durata: ? - Spettatori: ?       | Mauren-Eschen | 2 - 3 | Spada Academica   | 25-17, 23-25, 26-24, 14-25, 9-15  |
| 26 ottobre 2021 KSM, Berikon Durata: ? - Spettatori: ?                         | Mutschellen   | 1 - 3 | Riehen            | 29-27, 19-25, 22-25, 18-25        |
| 26 ottobre 2021 Weissenstein, Würenlingen Durata: ? - Spettatori: ?            | Würenlingen   | 3 - 2 | Rämi Zurigo       | 17-25, 25-20, 25-11, 22-25, 18-16 |
| 28 ottobre 2021 DH Zentrum, Grenchen Durata: ? - Spettatori: ?                 | Grenchen      | 3 - 1 | Uni Berna         | 26-24, 26-28, 25-17, 25-17        |
| 28 ottobre 2021 Mattschulhaus, Wil Durata: ? - Spettatori: ?                   | Wil           | 2 - 3 | Rüschlikon        | 25-20, 25-20, 21-25, 14-25, 8-15  |
| 28 ottobre 2021 Turnhalle Feldmatt, Ebikon Durata: ? - Spettatori: ?           | Ebikon        | 0 - 3 | Züri Unterland    | 11-25, 14-25, 20-25               |
| 28 ottobre 2021 Bachfeld, Goldach Durata: ? - Spettatori: ?                    | Goldach       | 3 - 1 | Andwil-Arnegg     | 29-27, 25-16, 25-27, 30-28        |
| 29 ottobre 2021 Sempach-Station, Sempach Durata: ? - Spettatori: ?             | Neuenkirch    | 3 - 2 | Appenzeller Bären | 25-16, 15-25, 25-16, 22-25, 15-10 |
| 29 ottobre 2021 Gwatt, Schmitten Durata: ? - Spettatori: ?                     | Schmitten     | 1 - 3 | Epalinges         | 25-19, 7-25, 13-25, 19-25         |
| 30 ottobre 2021 Mehrzweckhalle, Arosa Durata: ? - Spettatori: ?                | Arosa         | 0 - 3 | Voléro Zurigo     | 19-25, 13-25, 20-25               |
| 31 ottobre 2021 Sporthalle Schadau, Thun Durata: ? - Spettatori: ?             | Thun          | 3 - 0 | Plan-les-Ouates   | 25-14, 25-16, 25-16               |
| 31 ottobre 2021 Halle de Gymnase Beau-Site, Le Locle Durata: ? - Spettatori: ? | Le Locle      | 0 - 3 | Murten            | 22-25, 22-25, 15-25               |
| 31 ottobre 2021 La Combe, Corgémont Durata: ? - Spettatori: ?                  | La Suze       | 3 - 1 | Raiffeisen        | 25-21, 16-25, 25-18, 25-20        |

#### Quarto turno
| 2 novembre 2021 Turnhalle Remisberg, Kreuzlingen Durata: ? - Spettatori: ?   | Kreuzlingen   | 3 - 2 | Spada Academica | 25-12, 25-21, 25-27, 25-27, 15-13 |
| 4 novembre 2021 Weissenstein, Würenlingen Durata: ? - Spettatori: ?          | Würenlingen   | 0 - 3 | Riehen          | 18-25, 17-25, 22-25               |
| 7 novembre 2021 Gymnase, Saint-Imier Durata: ? - Spettatori: ?               | La Suze       | 0 - 3 | Servette        | 18-25, 18-25, 17-25               |
| 9 novembre 2021 DH Zentrum, Grenchen Durata: ? - Spettatori: ?               | Grenchen      | 2 - 3 | Epalinges       | 26-24, 28-26, 20-25, 17-25, 12-15 |
| 10 novembre 2021 Sporthalle Schlossmatt, Münsingen Durata: ? - Spettatori: ? | Münsingen     | 1 - 3 | Murten          | 18-25, 25-18, 16-25, 23-25        |
| 10 novembre 2021 Sporthalle Im Birch, Zurigo Durata: ? - Spettatori: ?       | Voléro Zurigo | 3 - 2 | Rüschlikon      | 24-26, 17-25, 25-16, 25-21, 15-11 |
| 11 novembre 2021 Bachfeld, Goldach Durata: ? - Spettatori: ?                 | Goldach       | 0 - 3 | Züri Unterland  | 18-25, 15-25, 18-25               |
| 14 novembre 2021 Dreifachturnhalle, Seon Durata: ? - Spettatori: ?           | Seetal        | 0 - 3 | San Gallo       | 16-25, 26-28, 15-25               |

#### Quinto turno
| 28 novembre 2021 Turnhalle Remisberg, Kreuzlingen Durata: ? - Spettatori: ?     | Kreuzlingen    | 1 - 3 | Riehen           | 16-25, 20-25, 25-19, 14-25        |
| 28 novembre 2021 Salle de la Croix-Blanche, Epalinges Durata: ? - Spettatori: ? | Epalinges      | 3 - 0 | San Gallo        | 25-13, 25-12, 25-16               |
| 28 novembre 2021 Turnhalle Prehl, Morat Durata: ? - Spettatori: ?               | Murten         | 0 - 3 | Servette         | 20-25, 17-25, 26-28               |
| 28 novembre 2021 Sporthalle Löhracker, Aadorf Durata: ? - Spettatori: ?         | Aadorf         | 3 - 2 | Visp             | 25-22, 25-20, 18-25, 19-25, 15-13 |
| 28 novembre 2021 Sporthalle Weissenstein, Berna Durata: ? - Spettatori: ?       | Köniz          | 1 - 3 | G&B              | 25-22, 21-25, 24-26, 16-25        |
| 28 novembre 2021 Sporthalle Im Birch, Zurigo Durata: ? - Spettatori: ?          | Voléro Zurigo  | 0 - 3 | Glaronia         | 14-25, 13-25, 18-25               |
| 28 novembre 2021 Sporthalle Schadau, Thun Durata: ? - Spettatori: ?             | Thun           | 0 - 3 | Lucerna          | 22-25, 15-25, 13-25               |
| 28 novembre 2021 Sekundarschule, Münchenbuchsee Durata: ? - Spettatori: ?       | Münchenbuchsee | 0 - 3 | Volero Zurigo    | 15-25, 14-25, 14-25               |
| 28 novembre 2021 Kantonsschule 2, Baden Durata: ? - Spettatori: ?               | Kanti Baden    | 1 - 3 | Volleya Obwalden | 28-26, 22-25, 18-25, 16-25        |
| 3 dicembre 2021 Sempach-Station, Sempach Durata: ? - Spettatori: ?              | Neuenkirch     | 0 - 3 | Aarau            | 13-25, 18-25, 11-25               |

#### Sesto turno
| 12 dicembre 2021 Berufsschule BSA, Aarau Durata: ? - Spettatori: ?              | Aarau            | 2 - 3 | Aadorf        | 24-26, 25-21, 23-25, 25-22, 11-15 |
| 12 dicembre 2021 Vereinshalle Sarnen, Sarnen Durata: ? - Spettatori: ?          | Volleya Obwalden | 3 - 1 | G&B           | 20-25, 25-22, 25-18, 25-21        |
| 12 dicembre 2021 Salles Ecole des Racettes, Onex Durata: ? - Spettatori: ?      | Servette         | 0 - 3 | Lucerna       | 12-25, 31-33, 13-25               |
| 12 dicembre 2021 Salle de la Croix-Blanche, Epalinges Durata: ? - Spettatori: ? | Epalinges        | 0 - 3 | Volero Zurigo | 22-25, 8-25, 13-25                |
| 12 dicembre 2021 Sporthalle Ruebisbach, Kloten Durata: ? - Spettatori: ?        | Züri Unterland   | 3 - 2 | Riehen        | 18-25, 25-18, 25-21, 15-25, 15-8  |

#### Ottavi di finale
| 16 gennaio 2022 Doppelturnhalle Säli, Lucerna Durata: ? - Spettatori: ?  | Lucerna        | 0 - 3 | Franches-Montagnes  | 18-25, 16-25, 24-26        |
| 16 gennaio 2022 Sporthalle Ruebisbach, Kloten Durata: ? - Spettatori: ?  | Züri Unterland | 0 - 3 | Sm'Aesch Pfeffingen | 18-25, 20-25, 15-25        |
| 16 gennaio 2022 ECG Henry-Dunant, Ginevra Durata: h: - Spettatori:       | Genève         | 0 - 3 | Neuchâtel           | 21-25, 22-25, 19-25        |
| 16 gennaio 2022 BBC-Arena, Sciaffusa Durata: ? - Spettatori: ?           | Kanti          | 3 - 0 | Lugano              | 25-20, 25-22, 25-14        |
| 16 gennaio 2022 Sporthalle Leimacker, Düdingen Durata: ? - Spettatori: ? | Düdingen       | 3 - 0 | Val-de-Travers      | 25-20, 25-6, 25-19         |
| 16 gennaio 2022 Kantonsschule A-C, Glarona Durata: ? - Spettatori: ?     | Glaronia       | 3 - 0 | Volleya Obwalden    | 25-21, 25-9, 25-17         |
| 16 gennaio 2022 Sporthalle Löhracker, Aadorf Durata: ? - Spettatori: ?   | Aadorf         | 0 - 3 | Cheseaux            | 13-25, 19-25, 12-25        |
| 16 gennaio 2022 Sporthalle Ruebisbach, Kloten Durata: ? - Spettatori: ?  | Volero Zurigo  | 3 - 1 | Toggenburg          | 25-22, 17-25, 25-12, 25-17 |

#### Quarti di finale
| 30 gennaio 2022 Maurice Lacroix Arena, Saignelégier Durata: ? - Spettatori: ? | Franches-Montagnes | 3 - 2 | Kanti               | 25-16, 25-18, 19-25, 22-25, 15-3  |
| 30 gennaio 2022 Sporthalle Ruebisbach, Kloten Durata: ? - Spettatori: ?       | Volero Zurigo      | 3 - 1 | Cheseaux            | 22-25, 25-19, 25-23, 25-16        |
| 2 febbraio 2022 Sporthalle Leimacker, Düdingen Durata: ? - Spettatori: ?      | Düdingen           | 3 - 2 | Sm'Aesch Pfeffingen | 25-20, 25-20, 23-25, 19-25, 15-11 |
| 3 febbraio 2022 Kantonsschule A-C, Glarona Durata: ? - Spettatori: ?          | Glaronia           | 0 - 3 | Neuchâtel           | 15-25, 22-25, 24-26               |

#### Semifinali
| 13 febbraio 2022 Sporthalle Ruebisbach, Kloten Durata: ? - Spettatori: ?  | Volero Zurigo | 3 - 0 | Franches-Montagnes | 25-21, 25-18, 25-22        |
| 20 febbraio 2022 Sporthalle Leimacker, Düdingen Durata: ? - Spettatori: ? | Düdingen      | 3 - 1 | Neuchâtel          | 25-18, 21-25, 25-23, 25-19 |

#### Finale
| 26 marzo 2022 Axa-Arena, Winterthur Durata: 1h:49 - Spettatori: 2 000 | Volero Zurigo | 3 - 2 | Düdingen | 25-15, 25-19, 22-25, 18-25, 20-18 |